# Biblioteca Municipal Cruz Filho
A Biblioteca Municipal Cruz Filho é uma biblioteca pública municipal localizada na cidade de Canindé (Ceará), no Estado do Ceará.
Seu nome é uma homenagem ao poeta José da Cruz Filho, nascido em Canindé em 16 de outubro de 1884.

## História
O prédio onde a biblioteca está atualmente instalada foi construído pelo Padre Joaquim Cordeiro da Rocha em 1864. Em 1966, o imóvel foi vendido à Prefeitura de Canindé, durante a gestão do prefeito Antônio Weber Magalhães Monteiro, que dois anos depois fundou a Biblioteca Pública Municipal, batizada de Cruz Filho em homenagem ao poeta homônimo, conterrâneo da cidade.